# Mango (Florida)
Mango es un lugar designado por el censo ubicado en el condado de Hillsborough en el estado estadounidense de Florida. En el Censo de 2010 tenía una población de 11.313 habitantes y una densidad poblacional de 909,24 personas por km².

## Geografía
Mango se encuentra ubicado en las coordenadas 27°59′24″N 82°18′30″O / 27.99000, -82.30833. Según la Oficina del Censo de los Estados Unidos, Mango tiene una superficie total de 12.44 km², de la cual 12.07 km² corresponden a tierra firme y (2.96%) 0.37 km² es agua.

## Demografía
Según el censo de 2010, había 11.313 personas residiendo en Mango. La densidad de población era de 909,24 hab./km². De los 11.313 habitantes, Mango estaba compuesto por el 71.3% blancos, el 15.42% eran afroamericanos, el 0.75% eran amerindios, el 1.53% eran asiáticos, el 0.16% eran isleños del Pacífico, el 7.79% eran de otras razas y el 3.06% pertenecían a dos o más razas. Del total de la población el 24.73% eran hispanos o latinos de cualquier raza.